# Epaminondas

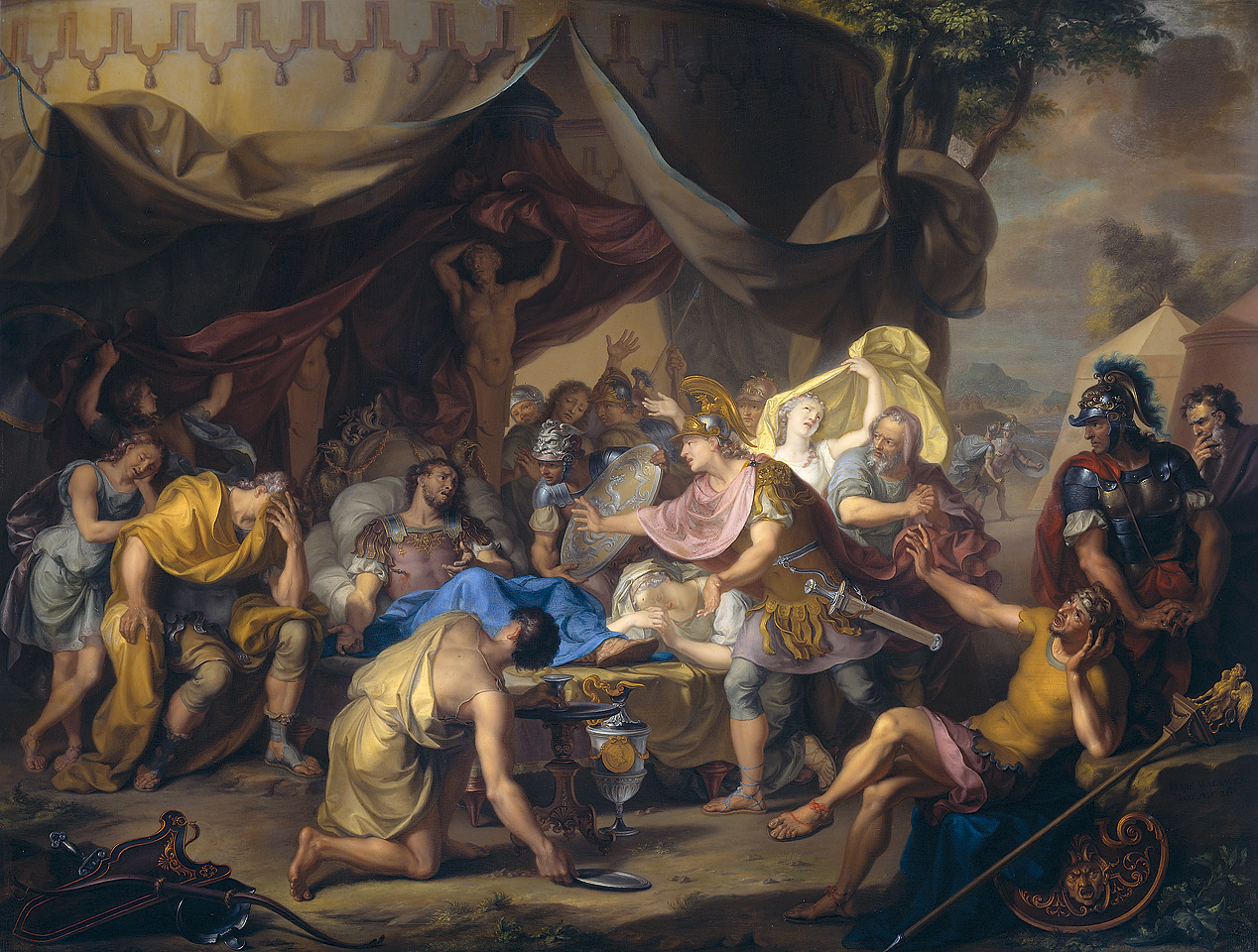
De dood van Epaminondas door Isaak Walraven.

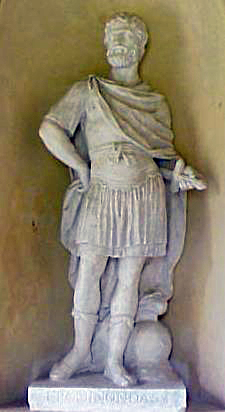
Standbeeld van Epaminondas

Epaminondas (Grieks: Ἐπαμεινώνδας) (circa 420 – 362 v.Chr.) was de grootste staatsman en veldheer van het Oudgriekse Thebe (Boeotië) en leider van deze stad tijdens de kortstondige Thebaanse hegemonie.
Zijn anti-spartaanse gezindheid bleek al uit zijn rol bij een staatsgreep in 379, waardoor de Spartanen uit Thebe verdreven werden. Geheel in de schaduw van zijn vriend Pelopidas werkte hij aan de heroprichting van de Boeotische Bond en de training van het bondsleger.
In 371 nam hij als een van de Thebaanse afgevaardigden deel aan vredesonderhandelingen met Sparta. Doordat Epaminondas eiste dat het woord “Thebanen” in de tekst van het verdrag vervangen werd door “Bœotiërs”, hetgeen op een feitelijke erkenning van de Bœotische Bond neerkwam, kwam het tot heftige ruzie met Sparta, dat liever met de Bœotische steden apart vrede had willen sluiten, niet als bond onder Thebaanse hegemonie. Toen Epaminondas halsstarrig bleef weigeren, viel de Spartaanse koning Cleombrotus I de stad Thebe aan, maar hij werd verslagen bij Leuctra en sneuvelde in de strijd.
Deze nederlaag betekende voor Sparta het einde van zijn militaire suprematie. Thebe werd hierdoor de eerste macht in Griekenland. De Thebaanse overwinning was grotendeels te danken aan de legerhervormingen en de verbetering van bewapening die Epaminondas had doorgevoerd.
Epaminondas keerde beladen met roem naar Thebe terug, maar omdat een Thebaanse wet voorschreef dat geen enkele burger van Thebe langer dan één maand het oppergezag mocht uitoefenen, werd hij door zijn tegenstanders aangeklaagd en riskeerde hij zelfs de doodstraf. Epaminondas deed geen moeite zich voor de rechtbank te verdedigen: hij vroeg zijn rechters alleen om de toelating na zijn dood op zijn graf een inscriptie aan te brengen met de vermelding dat hij ter dood was gebracht, omdat hij zijn land had gered van de ondergang. De rechters hadden de hint begrepen en Epaminondas werd niet veroordeeld, integendeel, hij werd opnieuw met het oppergezag bekleed. Vanaf dat ogenblik nam hij definitief de leidende positie van Pelopidas over in de stad.
In de volgende jaren ondernam Epaminondas succesvolle veldtochten in de Peloponnesos, en rekende hij af met de Peloponnesische Bond. Eerst werden Arcadia en Messenia van het Spartaanse juk bevrijd (in 370), vervolgens Sicyon (in 369) en ten slotte Achaea (in 367). Voor het eerst verscheen een vijandelijk leger in het dal van de Eurotas vlak bij Sparta, dat echter stand hield...
Toen Epaminondas zich zelfs met een vloot op de Egeïsche Zee waagde en daarmee het overwicht ter zee nastreefde, verloor hij de eerder genoten steun van Athene, dat zich opnieuw met aartsvijand Sparta verbond om samen tegengewicht te vormen tegen het Thebaanse gevaar. Nadat Pelopidas in 364 sneuvelde in Thessalië, werd Epaminondas weer naar Arcadia geroepen. Na vergeefse aanvallen op Sparta, vond bij Mantinea in 362 een gewapend treffen plaats, waar Epaminondas sneuvelde. Hij werd levensgevaarlijk getroffen door een speer. Toen hij inzag dat het verwijderen van die speer onmiddellijk tot zijn dood zou leiden, vroeg hij daarmee te wachten tot de Thebaanse overwinning vaststond, zodat hij kon sterven in de zekerheid nooit één nederlaag te hebben geleden. Voor Thebe bleek Epaminondas' werk niet van blijvende betekenis: met zijn dood verdween de Thebaanse hegemonie even plotseling als zij gekomen was.
Epaminondas maakte op zijn tijdgenoten vooral grote indruk door zijn edel karakter, zijn eenvoud en zijn onbaatzuchtige trouw aan zijn vaderstad (in het Griekenland van de 4e eeuw v.Chr. vaak ver te zoeken). Zijn biografen noemen hem ongevoelig voor omkooppogingen. Zijn betekenis voor de geschiedenis berust enerzijds op zijn militaire hervormingen (die door Philippus II van Macedonië overgenomen werden en aldus in belangrijke mate bijdroegen aan de militaire successen van zijn zoon Alexander de Grote), en anderzijds op zijn hertekening van de politieke landkaart in de Peloponnesos (die de suprematie van Sparta brak en de politieke constellatie van het Hellenisme inluidde). Overigens stond hij ook bekend als een uitstekend danser en musicus, kwaliteiten die in Thebe hoog werden gewaardeerd. Hem werd weleens verweten dat hij nooit wilde trouwen en een gezin stichten. De historicus Diodorus van Sicilië reageerde daarop met de vermelding dat Leuctra en Mantinea zijn kinderen waren.
- Biblioteca Nacional de España: XX916126
- Gemeinsame Normdatei: 118685007
- International Standard Name Identifier: 0000 0000 2839 214X
- Library of Congress Control Number: n85088701
- Nationale Bibliotheek van Tsjechië: hka2010565637
- Nationale Bibliotheek van Israël: 987007272787405171
- Nationale Bibliotheek van Polen: a0000002763208
- Nederlandse Thesaurus van Auteursnamen: 07388670X
- LIBRIS: 299658
- SNAC: w62v6d1r
- Système universitaire de documentation: 083345639
- Virtual International Authority File: 21109638
- WorldCat: E39PCjtJxG4pJHxPBTDptQyjRX